# غشائية التحامية
غشائية التحامية (بالإنجليزية: Hymenobacter coalescens)‏ هي نوع من البكتيريا، تتبع الغشائية.